# 安德烈斯·庫尼亞
安德烈斯·庫尼亞（Andrés Cunha，1976年9月8日—），烏拉圭足球證，出生於該國首都蒙特維多。他於2010年起為烏拉圭甲組足球聯賽執法，並於3年後成為國際足協的國際球證，得以為國際比賽裁決。2015年起，他開始擔任南美自由盃的球證。同年，獲委任為當屆美洲國家盃的球證之一，分別為兩場分組賽和一場八強賽判決。此外，他還為多場世界盃南美洲區外圍賽和2017年的U-20世界盃執法。2018年1月，他被選為當屆世界盃的球證之一。在法國對澳洲的分組賽中，他認為澳洲隊於禁區內犯規於是聯絡視頻助理裁判確實，並最終給予法國十二碼，成為世界盃歷史上首個利用這技術的球證。

## 資料來源
1. ↑  . FIFA.com.   [21 October 2017]. （原始内容存档于2018-06-14）.
2. ↑  Johnson, Dale. . ESPN. 16 June 2018  [16 June 2018]. （原始内容存档于2019-02-03）.